# Siderone galanthis
Siderone galanthis är en fjärilsart som beskrevs av Pieter Cramer 1775/76. Siderone galanthis ingår i släktet Siderone och familjen praktfjärilar. Inga underarter finns listade i Catalogue of Life.

## Bildgalleri

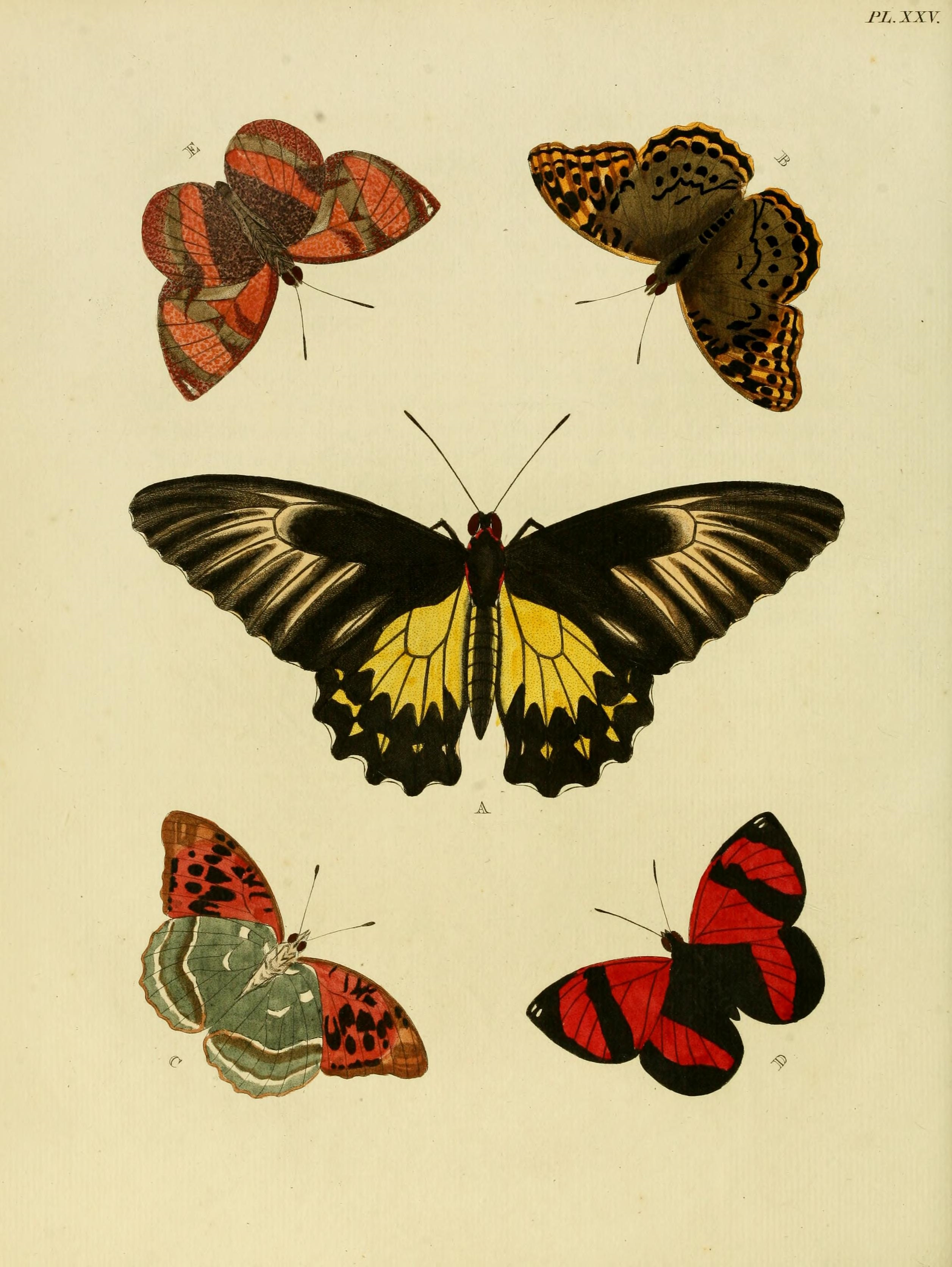
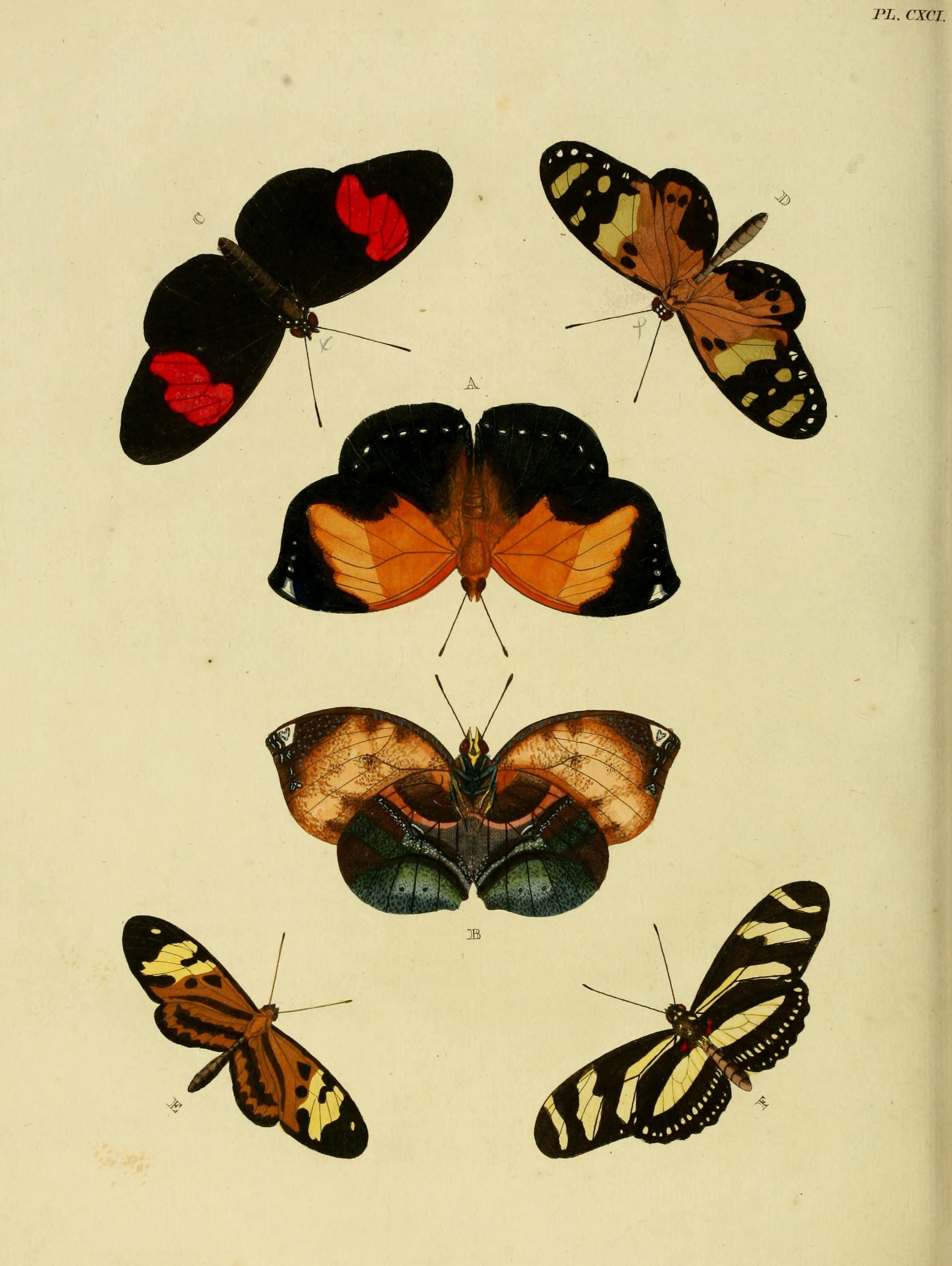
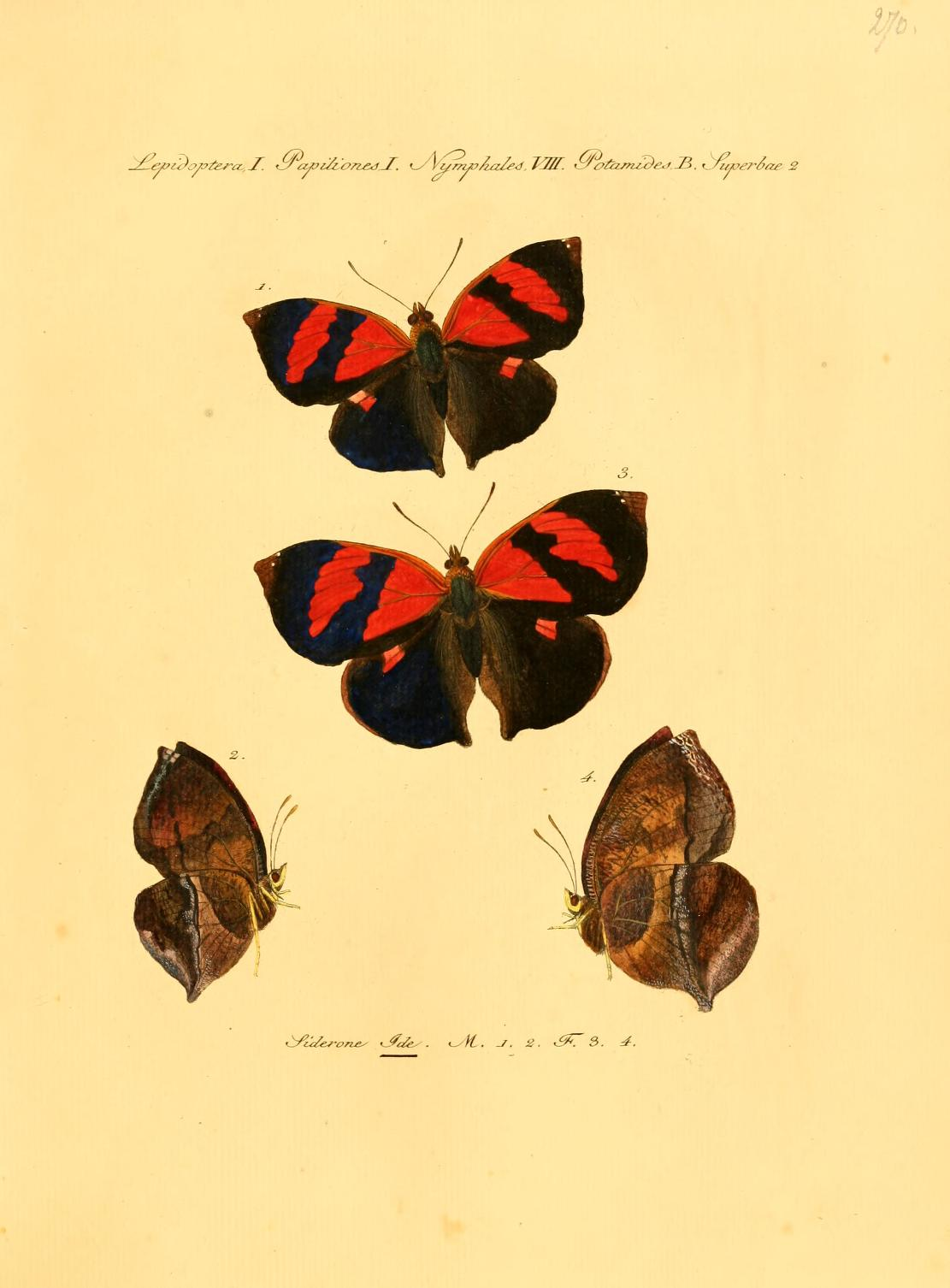
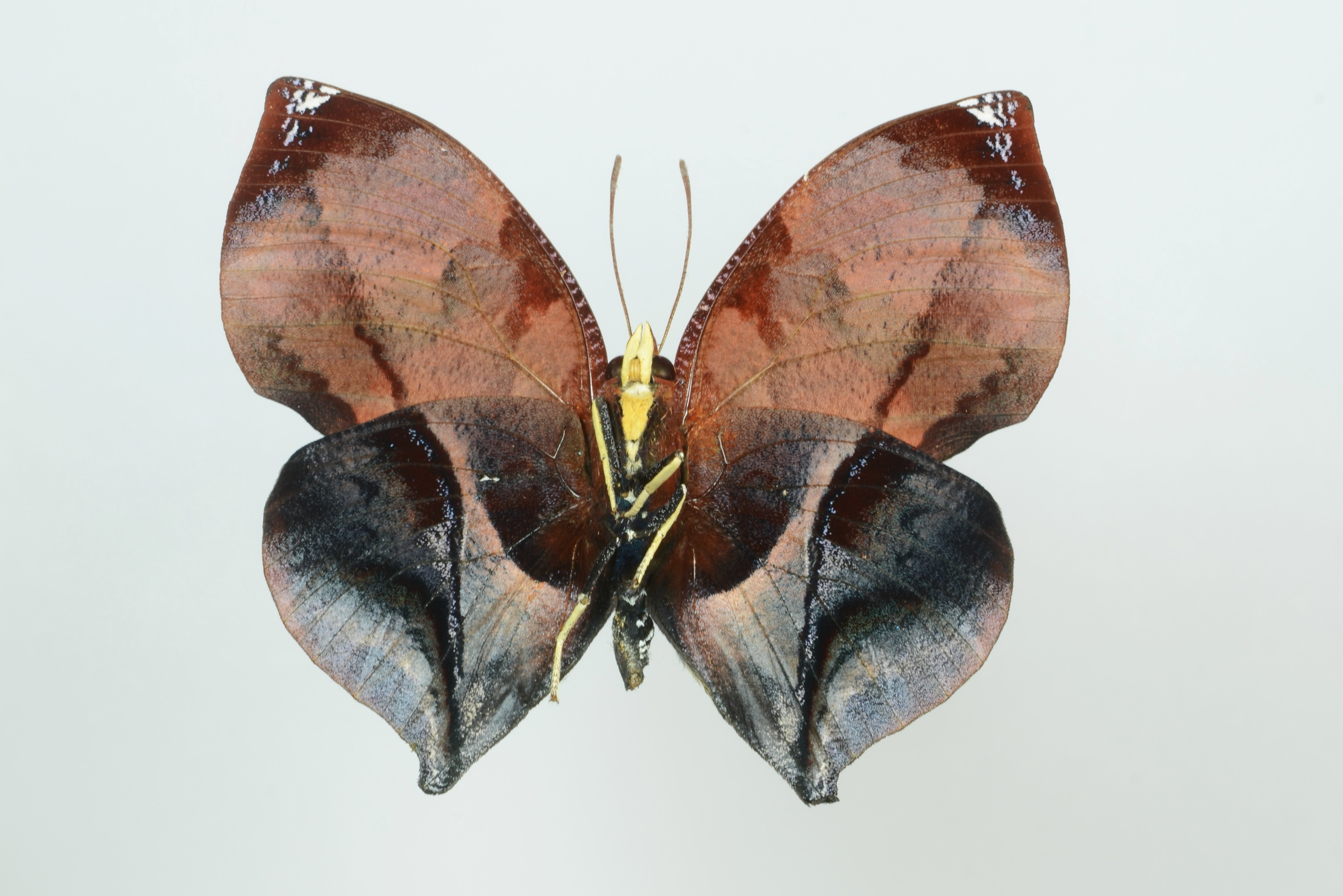